# Goed koopmansgebruik
Goed koopmansgebruik is een fiscale term die in Nederland gebruikt wordt om de belastbare winst uit onderneming te bepalen. De term wordt genoemd in artikel 3.25 van de Wet inkomstenbelasting 2001 en is van overeenkomstige toepassing op de vennootschapsbelasting volgens artikel 8 van de Wet op de vennootschapsbelasting 1969.

## Het begrip
Het begrip goed koopmansgebruik verwijst naar wat een goed koopman zou doen om zijn onderneming zo goed mogelijk te voeren. Dit begrip is eigenlijk niet helemaal juist. Goed koopmansgebruik geldt immers voor alle ondernemingen die vallen onder de Nederlandse belastingwetgeving, niet alleen kooplieden. 
Hierin is vooral het woord goed van belang in de zin dat het moet aansluiten bij de opzet van het winstbegrip in de fiscale wetgeving. In die zin is het begrip gebruik minder van belang, omdat een in een branche gebruikelijk winstmethode toch in strijd kan zijn met de fiscale wetgeving en hiermee ook met goed koopmansgebruik.
Verder is er niet één goede manier voor het goed koopmansgebruik om de winst te bepalen. Meerdere stelsels van winstbepaling zijn mogelijk, zolang het gekozen stelsel niet in strijd is met goed koopmansgebruik.

## Kenmerken

### Dynamisch begrip
Het goed koopmansgebruik is een dynamisch begrip. Dit wil zeggen dat het begrip mee verandert in de tijd. Over het algemeen wordt de invulling van het begrip bepaald door de klassieke bedrijfseconomie tenzij het in strijd is met de belastingwetten of met een algemene strekking of beginsel van de belastingwet. Dit laatste is bepaald in een uitspraak van de Hoge Raad in BNB 1957/208.

### Open begrip
Het goed koopmansgebruik is tevens een open begrip. Dit betekent dat invulling aan dit begrip wordt gegeven door de rechter. Uit jurisprudentie is er door de jaren een bepaalde afbakening ontstaan van het begrip goed koopmansgebruik. Aan de andere kant bestaat er door dit open begrip veel verwarring over wat gebruikelijk is en wat niet.

## Beginselen
De belangrijkste beginselen van het goed koopmansgebruik zijn het realiteitsbeginsel, het voorzichtigheidsbeginsel en het eenvoudsbeginsel.

### Het realiteitsbeginsel
Het realiteitsbeginsel houdt in dat er altijd waarheidsgetrouw moet worden weergegeven bij het bepalen van de winst. 
Dit betekent:
1. Dat de winst over een bepaald jaar bepaald wordt door kosten en baten die met dat jaar samenhangen. Dit is het zogeheten matchingprincipe. Zo mag bijvoorbeeld een reisorganisatie in jaar 2016 gemaakte kosten voor brochures die betrekking hebben op reizen in 2017, de kosten pas in 2017 in mindering brengen op het resultaat. Voorzieningen in verband met in de toekomst te verwachten verliezen kunnen fiscaal wel als verlies worden aangemerkt. Tot 1998 gold hier volgens goed koopmansgebruik de voorwaarde dat er sprake moest zijn van een op balansdatum geldende rechtsverhouding. Met het zogeheten baksteenarrest uit 1998 bestaat er de mogelijkheid om ook voorzieningen zonder geldende rechtsverhoudingen als verliesposten op te voeren, mits de reden van het verlies in het verleden ligt, de kosten aan de huidige periode toe te rekenen zijn en de verliezen zich redelijk zeker zullen voordoen.
2. Dat de werkelijke situatie de grondslag is voor de winst- of verliesbepaling en niet bepaalde juridische of andere constructies.
3. Dat er geen twijfel is over wat onzeker is en omgekeerd.

### Voorzichtigheidsbeginsel
Dit beginsel houdt in dat je kosten al moet nemen wanneer ze in het vooruitzicht zijn en opbrengsten pas moet meerekenen bij het bepalen van de winst wanneer je zeker weet dat je ze binnen hebt. Anders zou het bijvoorbeeld kunnen voorkomen dat je belasting betaalt over een bedrag dat je later helemaal niet blijkt te krijgen.
Ook moet er bij de wijze van winstbepaling rekening gehouden worden met de duurzaamheid van de onderneming. Men mag dus niet tot cijfers komen die een spoedig faillissement suggereren.

### Eenvoudsbeginsel
Het eenvoudsbeginsel houdt in dat het gekozen systeem praktisch hanteerbaar en controleerbaar moet zijn. Wat dit precies inhoudt kan afhangen van de grootte en aard van de onderneming.